# KF Valbona
El KF Valbona es un equipo de fútbol de Albania que juega en la Kategoria e Dytë, la tercera división nacional.

## Historia
Fue fundado en el año 1960 en la ciudad de Bajram Curri pasando como un equipo de categoría aficionada en sus primeros años hasta su bancarrota en 2012. 
En la temporada de 2021/22 el club había descendido voluntariamente a la cuarta división, pero terminó manteniendo la categoría por la desaparición del KF Elbasani. Un año después el equipo es refundado y pasa al profesionalismo por primera vez luego de ganar el ascenso a la Kategoria e Parë por primera vez.